# شريف بالامين
شريف بالأمين (1940-2011)، هو مالك زراعي ومسيّر رياضي تونسي ترأس النادي الإفريقي أكثر من مرة. نشط بالأمين في قطاع الفلاحة وقد شغل عدد من الخطط في الاتحاد التونسي للفلاحة والصيد البحري من بينها تمثيله في اللجنة القارة لتنسيق التكوين المهني التي تشرف عليها وزارة التشغيل. انتمى بلامين إلى الهيئة المديرة للنادي الإفريقي منذ الستينات وتولى عدة مهام في أكثر من فرع، وفي موسم 1992-1993 صعد لرئاسته في أجواء فوز الفريق بثلاثية تاريخية (البطولة والكأس المحلية والكأس الإفريقية). أمضى الفريق تحت إشراف بلامين موسما صعبا منهيا سباق البطولة في المركز الخامس ، إلا أنه انقذ موسمه برفعه الكأس الآفرو الآسياوية أمام الهلال السعودي بقيادة المدرب يوسف الزواوي.. خلفه في موسم 1993-1994 حمادي بوصبيع ليعود للرئاسة عام 1997. تمكن الفريق بالفوز في موسم 1997-1998 بالكأس العربية للأندية البطلة وكأس تونس، واستمرت رئاسته إلى عام 2000 ليترك المجال لفريد عباس. ترأس الإفريقي للمرة الثالثة بين 2002 و2005 دون أن يستطيع الفوز بأي لقب في فرع كرة القدم ليتخلى بلامين عن خطة الرئيس في نوفمبر 2005 تحت ضغط من جماهير النادي. عاد إلى الرئاسة في جوان 2010 بعد تنصيبه من صهر الرئيس بن علي، بلحسن الطرابلسي وسط احتجاج الأحباء. في سبتمبر 2010 خضع بلامين إلى عملية جراحية وقد تم تكليف نائبه منير البلطي بتعويضه مؤقتا. توفي يوم 25 أكتوبر 2011 وتكريما لمسيرته الطويلة مع النادي أطلق اسمه على صالة القرجاني.

## وصلات خارجية
- حوار مع إذاعة موزاييك بعد رجوعه لرئاسة النادي في جوان 2010